# Bosco Ficarola
Bosco Ficarola este o arie protejată (arie specială de conservare — SAC, sit de importanță comunitară — SCI, arie de protecție specială avifaunistică — SPA) din Italia întinsă pe o suprafață de 717 ha, integral pe uscat.

## Localizare
Centrul sitului Bosco Ficarola este situat la coordonatele 41°40′12″N 14°55′17″E / 41.67°N 14.921389°E.

## Înființare
Situl Bosco Ficarola a fost declarat sit de importanță comunitară în septembrie 1995 pentru a proteja 1 specie de plante și 12 specii de animale. Alte tipuri de protecție:
- arie de protecție specială avifaunistică (în aprilie 2005)
- arie specială de conservare (în martie 2017)[2][3][4]

## Biodiversitate
Situată în ecoregiunea mediteraneană, aria protejată conține 4 habitate naturale: Pseudostepă cu ierburi și specii anuale de Thero-Brachypodietea, Păduri de Quercus ilex și Quercus rotundifolia, Păduri panonice-balcanice de stejar turcesc - stejar sesil, Pajiști uscate seminaturale și facies de acoperire cu tufișuri pe substraturi calcaroase (Festuco-Brometalia) (* situri importante pentru orhidee).
La baza desemnării sitului se află mai multe specii protejate:
- plante (1): Stipa austroitalica
- păsări (10): caprimulg (Caprimulgus europaeus), presură de grădină (Emberiza hortulana), Falco biarmicus, șoim călător (Falco peregrinus), șoimul rândunelelor (Falco subbuteo), sfrâncioc roșiatic (Lanius collurio), ciocârlie de pădure (Lullula arborea), gaia neagră (Milvus migrans), gaia roșie (Milvus milvus), viespar (Pernis apivorus)
- nevertebrate (2): fluturele de noapte (Eriogaster catax), Euplagia quadripunctaria

Pe lângă speciile protejate, pe teritoriul sitului au mai fost identificate 8 specii de plante.